# Paraceratocladium bacilliforme
Paraceratocladium bacilliforme är en svampart som beskrevs av M. Calduch, Stchigel, Gené & Guarro 2002. Paraceratocladium bacilliforme ingår i släktet Paraceratocladium, divisionen sporsäcksvampar och riket svampar.   Inga underarter finns listade i Catalogue of Life.